# Wiatrochron (lotnictwo)
Wiatrochron – nieruchoma, przezroczysta płaszczyzna w samolocie z przodu kabiny osłaniająca pilota przed pędem powietrza podczas lotu.

## Historia

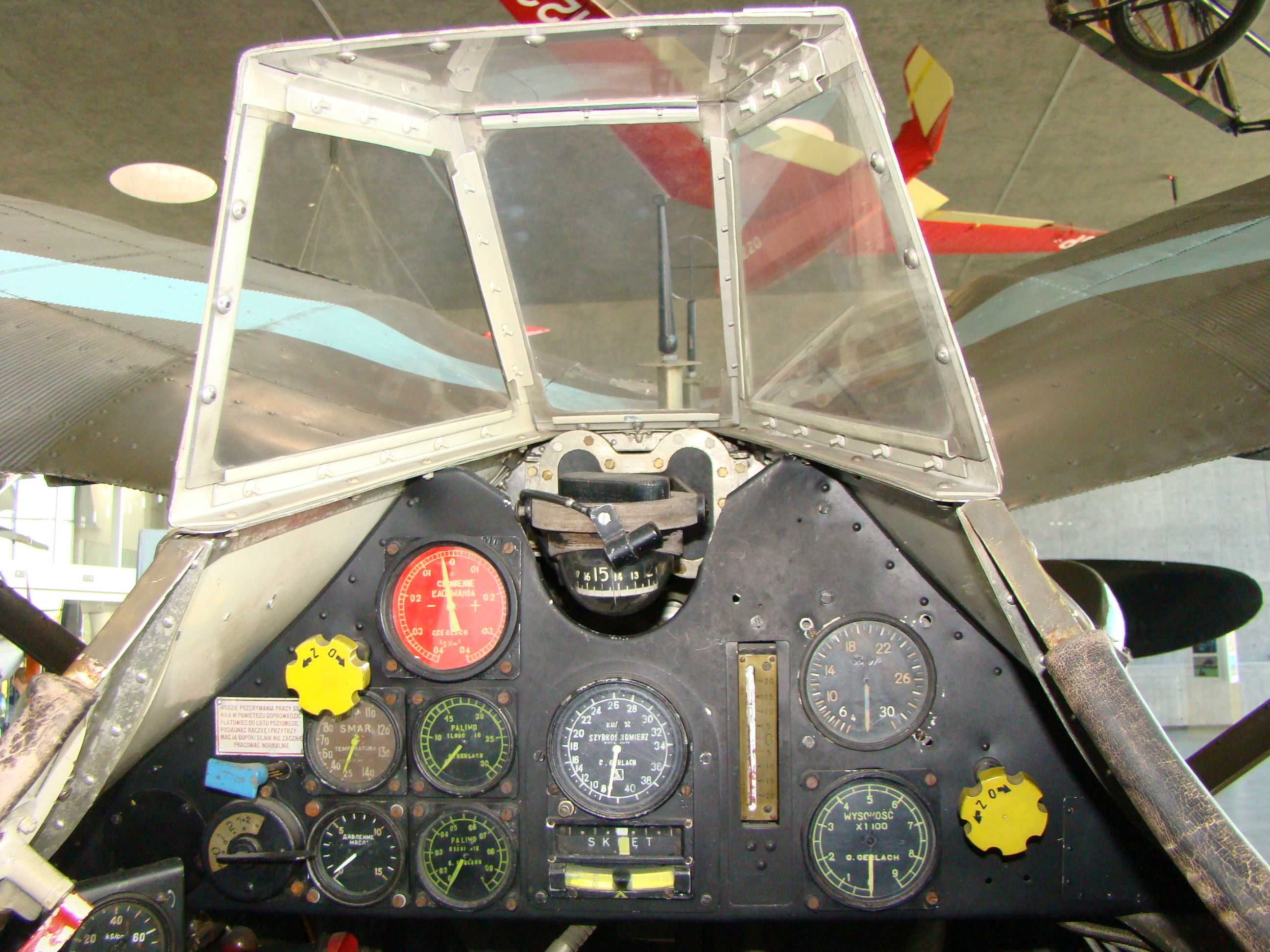
Otwarta kabina pilota w PZL P.11c osłonięta wiatrochronem

W pierwszych samolotach piloci nie posiadali jakiejkolwiek osłony przed naporem powietrza. Wraz ze wzrostem prędkości lotu stało się to nieodzowne, gdyż bez takiej ochrony załoga nie mogła sprawnie wykonywać czynności. Początkowo osłonę zapewniał odpowiednio uformowany kadłub, który odchylał strugi powietrza tak aby omijały pilota (np. w PS-1). W konstrukcjach cywilnych kabinę załogi chowano we wnętrzu kadłuba, całkowicie ograniczając jej widoczność do przodu a montując okna jedynie w bocznych ścianach kadłuba. Takie rozwiązanie zastosowano m.in. w samolocie Spirit of St. Louis, który pokonał Ocean Atlantycki, czy też w polskich RWD-1 i RWD-2, nazywanych złośliwie "ślepymi myszami".

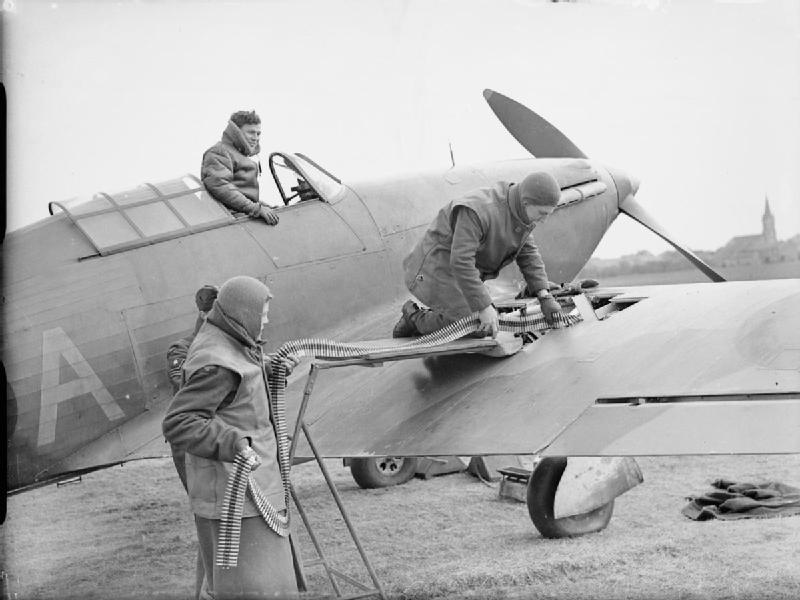
Hawker Hurricane Mk. I z widocznym nieruchomym wiatrochronem i odsuniętą osłoną kabiny

Wraz z doskonaleniem konstrukcji lotniczych i wzrostem prędkości samolotów dotychczasowe rozwiązania przestały spełniać swoją rolę, konieczne było wprowadzenie skutecznej osłony pilota przed naporem powietrza zapewniającej mu widoczność w kierunku lotu. Zastosowana początkowo prosta płaszczyzna szklana była następnie modyfikowana aerodynamicznie. Początkowo płyty szklane były instalowane na szkielecie wykonanym z kształtek metalowych. W lotnictwie wojskowym takie rozwiązanie nie było akceptowane z uwagi na ograniczenie widoczności. Doprowadziło to do powstania wiatrochronów całkowicie wykonanych z masy szklanej. W samolotach wojskowych, zwłaszcza myśliwskich, wiatrochron jest wykonany z szkła pancernego zapewniającego odporność na zderzenie z ptakiem przy prędkości rzędu 1000 km/h. W samolotach poddźwiękowych stosuje się do wykonania wiatrochronu szkło organiczne, w samolotach naddźwiękowych zastosowane jest szkło krzemionkowe mające wyższą wytrzymałość termiczną. Wiatrochron jest wyposażany w instalacje umożliwiające jego czyszczenie w czasie lotu. Dla usunięcia zanieczyszczeń (np. owadów) stosowane są spryskiwacze i wycieraczki, systemy nadmuchu powietrza usuwają zanieczyszczenia oraz uniemożliwiają powstanie oblodzenia.